# Карл III (король Неаполя)
Карл III Малый (итал. Carlo III; 1345, Дураццо — 24 февраля 1386, Вишеград) — король Неаполя, князь Ахейский с 1383 года, король Венгрии с 1385 года (под именем Карой II). Из Анжуйской династии.

## Биография
Карл был сыном Луиджи (Людовика) Дураццо (1324—1362), графа Гравины, и Маргариты Сансеверино, внуком Иоанна де Гравина и правнуком короля Неаполя Карла II. Он также был троюродным братом королевы Джованны I и после смерти отца (он умер в тюрьме, куда был отправлен по приказу Джованны) стал единственным представителем мужской линии Анжу-Сицилийского дома. Джованна была влюблена в него на протяжении всей своей жизни. Однако, к её неудовольствию, её романтический интерес к Карлу не получил взаимности: в 1369 году Карл женился на Маргарите Дураццо, дочери младшей сестры Джованны Марии и его собственной двоюродной сестре.
Задолго до этого, в 1345 году, Джованна, вероятно, стала соучастницей или даже организатором убийства своего мужа, князя Андрея Калабрийского, брата короля Венгрии Людовика I. После этого венгерский король провел две кампании против Неаполя, пока, наконец, не заставил Джованну капитулировать, и во время переговоров будущее Карла было решено. В 1365 году Папа просил короля Людовика I взять Карла под свою опеку, так что в возрасте 11 лет он покинул Неаполь и переехал к венгерскому двору. Карл скоро завоевал доверие и симпатию венгерского короля и его подданных, и получил в управление Хорватию и Далмацию, входившие в состав Венгерского королевства к тому времени. Карл носил титул герцога Хорватии и Далмации с 1371 по 1376 год, завоевав множество сторонников среди хорватских феодалов. Когда была объявлена война между Венгрией и Венецией, Карл в 1379 году выступил в качестве посла.
Конфликт между Джованной и папой Урбаном VI привел к тому, что папа в 1381 году объявил её низложенной и передал корону Неаполя Карлу. Он двинулся на Неаполитанское королевство с хорватской армией, победил мужа Джованны Оттона Брауншвейгского у Сан-Джермано, захватил город и осадил Джованну в Кастель-дель-Ово. После неудачной попытки Оттона снять осаду Карл пленил Джованну и заточил её в тюрьму в Сан-Феле. Вскоре после этого пришла весть, что наследник Джованны Людовик I Анжуйский снарядил экспедицию, чтобы завоевать Неаполь, Карл отдал приказ задушить королеву в тюрьме. Так он обрел корону.

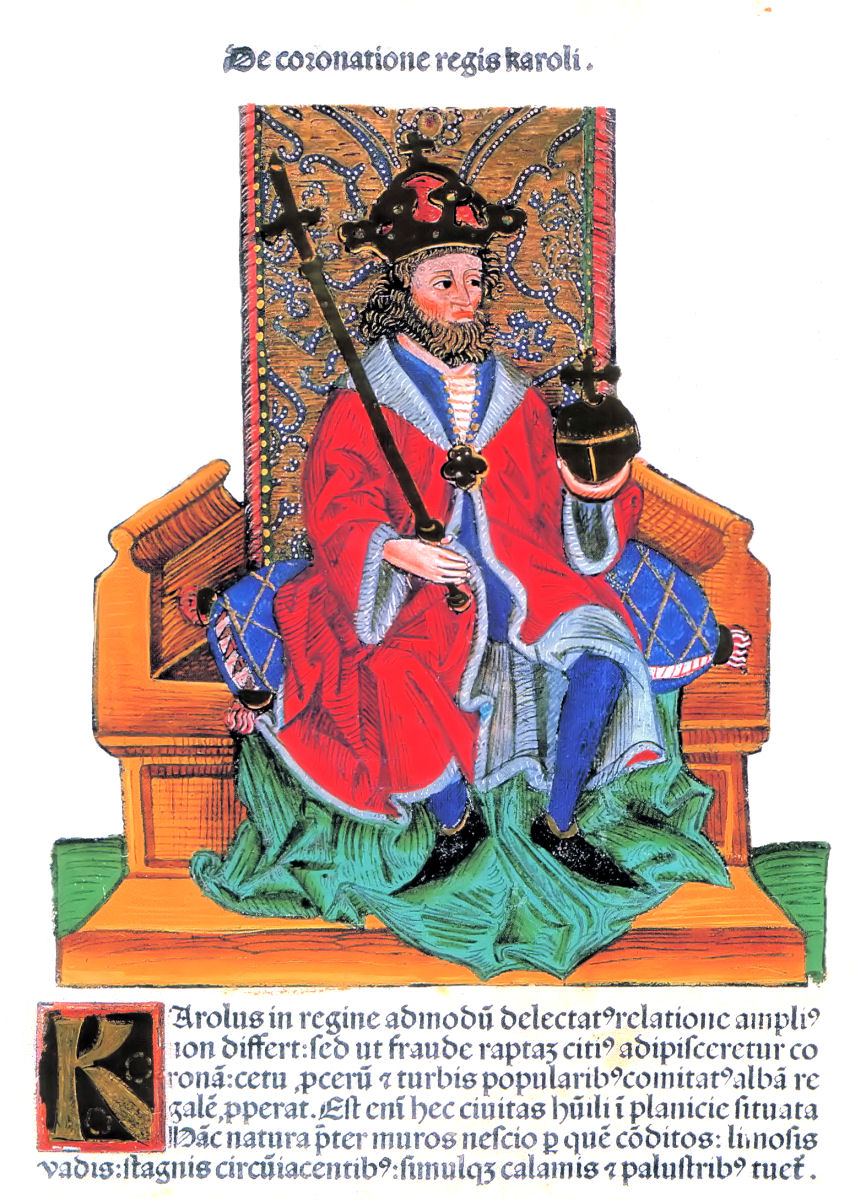
Карл III на венгерском престоле. Ксилография из аугсбургского издания «Хроники венгров» Яноша Туроци (1488)

Армия Людовика насчитывала порядка 40 000 солдат, в её главе встал Амадей VI Савойский, а финансовую поддержку осуществляли папа Климент VII и Бернабо Висконти Миланский. Карл, который рассчитывал на наемников под руководством Джона Хоквуда и Бартоломео д’Альвиано, в общей сложности располагал 14 000 солдат. Он смог отвлечь силы противника от Неаполя и начал изматывать их партизанской войной. Амадей VI заболел и умер в Молизе 1 марта 1383 года и его войска вышли из кампании. Тогда Людовик обратился за помощью к королю Франции, который прислал армию во главе с Ангерраном VII де Куси. Последний сумел завоевать Ареццо и вступить в Неаполитанское королевство, но на полпути к Неаполю пришла весть, что Людовик внезапно умер в Бисельи 20 сентября 1384 года.
Тем временем отношения Карла с папой Урбаном VI становились все более напряженными: папа подозревал, что Карл вступил в заговор против него. В январе 1385 года папа арестовал шесть кардиналов, и один из них под пытками показал, что Карл был его сообщником. Тогда Урбан отлучил Карла от церкви вместе с его супругой и наложил интердикт на Неаполитанское королевство. Король в ответ отправил армию во главе с Альберико да Барбиано осаждать папу в Ночере. После шести месяцев осады Урбан был освобожден двумя неаполитанскими баронами, сторонниками Людовика I Анжуйского, — Раймонделло Орсини и Томмазо ди Сансеверино.
В то время как папа укрылся в Генуе, Карл оставил Неаполь, чтобы отправиться в Венгрию. Здесь Карл принял трон (1385) по приглашению противников вдовы умершего Людовика I Великого, будучи старшим из мужских представителей Анжуйской династии. Поддержку Карлу в этом оказали хорватские и далматские бароны. Однако Елизавета Боснийская, вдова Людовика, сформировала заговор, в результате которого Карл 7 февраля 1386 года был смертельно ранен и умер от ран в Вышеграде 24 февраля.
Карл был похоронен в Белграде. Его сын Владислав, назван так в честь короля-рыцаря Святого Ласло I Венгерского, стал его преемником в Неаполе, в то время как в Венгрии власть перешла к регентам дочери Елизаветы Боснийской Марии. Тем не менее, Владислав попытаться в дальнейшем получить корону Венгрии.

## Семья
Женой Карла была Маргарита Анжуйско-Неаполитанская. У них было трое детей:
- Мария Дураццо (1369—1371)
- Джованна II (1373—1435)
- Владислав (1377—1414).